# 授記
授記或受記，又譯為記說、記別、受授、授決、懸記等，音譯爲和伽羅那、和迦羅那、婆迦羅那、弊迦蘭陀等；佛家語，意為佛陀或菩萨、阿罗汉、高僧對於修行者未來將得到的成就、果位和将要經歷的事情的預言和肯定；爲九分教和十二分教之一，是印度諸宗教中一種對經、律進行問答的散文體裁。